# Lilian Baylis
Pour les articles homonymes, voir Baylis.
Lilian Baylis (née le 9 mai 1874 à Marylebone et morte le 25 novembre 1937 à Lambeth) est une directrice et productrice de théâtre britannique. Elle dirigea l'Old Vic Theatre et le Sadler's Wells Theatre.

## Biographie
Fille d'une pianiste et chanteuse, elle s'installe avec sa famille en Afrique du Sud en 1891. Elle apprend le violon et se produit dans le groupe artistique familial « The Gypsy Revellers ». De retour à Londres, après le décès en 1912 de sa tante Emma Cons qui dirige le Royal Victoria Hall elle reprend le théâtre et obtient une licence de production. En 1914 elle initie un cycle complet de représentations consacré à William Shakespeare après avoir rebaptisé le théâtre Old Vic.
En 1925 elle reprend le Sadler's Wells alors fermé et après des travaux de réhabilitation elle organise une soirée de gala pour sa réouverture en janvier 1931 avec la pièce Twelth night de Shakespeare interprétée par John Gielgud et Ralph Richardson. Dès lors différentes compagnies de danse, d'opéra et de théâtre s'y produiront. Elle est décédée d'une longue maladie le 25 novembre 1937.
Lilian Baylis fut décorée en 1929 de l'Ordre des compagnons d'honneur pour service rendu à la nation.